# Owstonia
Owstonia ist eine artenreiche Gattung der Bandfische (Cepolidae). Die Fische leben über Hartböden im Indopazifik von der Ostküste Afrikas bis Australien sowie Japan im Norden und Neukaledonien im Osten in Tiefen von 155 bis 550 Metern. Die Gattung wurde nach Alan Owston (1853‒1915) benannt, einem Amateur-Naturforscher, der sich vor allem mit asiatischen Tieren beschäftigte.

## Merkmale
Wie alle Bandfische sind Owstonia-Arten langgestreckt und seitlich abgeflacht. Ausgewachsen erreichen sie Standardlängen von 7 (O. sarmiento) bis 40,8 cm (O. kamoharai). Von den drei anderen Bandfischgattungen (Unterfamilie Cepolinae) unterscheiden sie sich vor allem dadurch, dass Rücken-, After- und Schwanzflosse nicht zusammengewachsen sind. Die Schwanzflosse ist ungegabelt mit lang ausgezogenen mittleren Flossenstrahlen bei den meisten Arten. Die Flossenstrahlen von Rücken- und Afterflosse sind dünn und flexibel. Owstonia-Arten haben Rundschuppen. Rücken- und Afterflosse sind unbeschuppt. Bei den meisten Arten sind auch die „Wangen“ schuppenlos. Die Anzahl der Kiemenreusenstrahlen liegt bei den adulten Fischen bei 30 bis 60, die Anzahl der Branchiostegalstrahlen beträgt sechs. Der untere Rand des Präoperculums kann glatt oder schwach gesägt sein, aber auch kräftige Stacheln tragen. Das Maul ist groß, endständig und steht schräg nach oben. Die Prämaxillare ist bei den meisten Arten dunkel pigmentiert (nicht bei O. hawaiiensis, O. ignota und bei den meisten Exemplaren von O. psilos). Der Gaumen ist zahnlos. Die Schwimmblase ist gut entwickelt.
- Flossenformel: Dorsale III-IV/19‒26, Anale I-II/11‒19, Pectorale 17‒23, Ventrale I/5, Caudale 17.
- Schuppenformel: mLR 27‒108.
- Wirbel: 27‒33.

Zum Vergleich die Flossenformel und Wirbelzahl der übrigen Bandfische:
- Flossenformel: Dorsale 0-III/54‒89, Anale 0‒I/50‒101.
- Wirbel: 48‒79.

## Arten
Es gibt 36 Arten:
- Owstonia ainonaka Smith-Vaniz & Johnson, 2016
- Owstonia contodon Smith-Vaniz & Johnson, 2016
- Owstonia crassa Smith-Vaniz & Johnson, 2016
- Owstonia dispar Smith-Vaniz & Johnson, 2016
- Owstonia dorypterus (Fowler, 1934)
- Owstonia elongata Smith-Vaniz & Johnson, 2016
- Owstonia fallax Smith-Vaniz & Johnson, 2016
- Owstonia geminata Smith-Vaniz & Johnson, 2016
- Owstonia grammodon (Fowler, 1934)
- Owstonia hastata Smith-Vaniz & Johnson, 2016
- Owstonia hawaiiensis Smith-Vaniz & Johnson, 2016
- Owstonia ignota Smith-Vaniz & Johnson, 2016
- Owstonia kamoharai Endo, Liao & Matsuura, 2015
- Owstonia lepiota Smith-Vaniz & Johnson, 2016
- Owstonia maccullochi Whitley, 1934

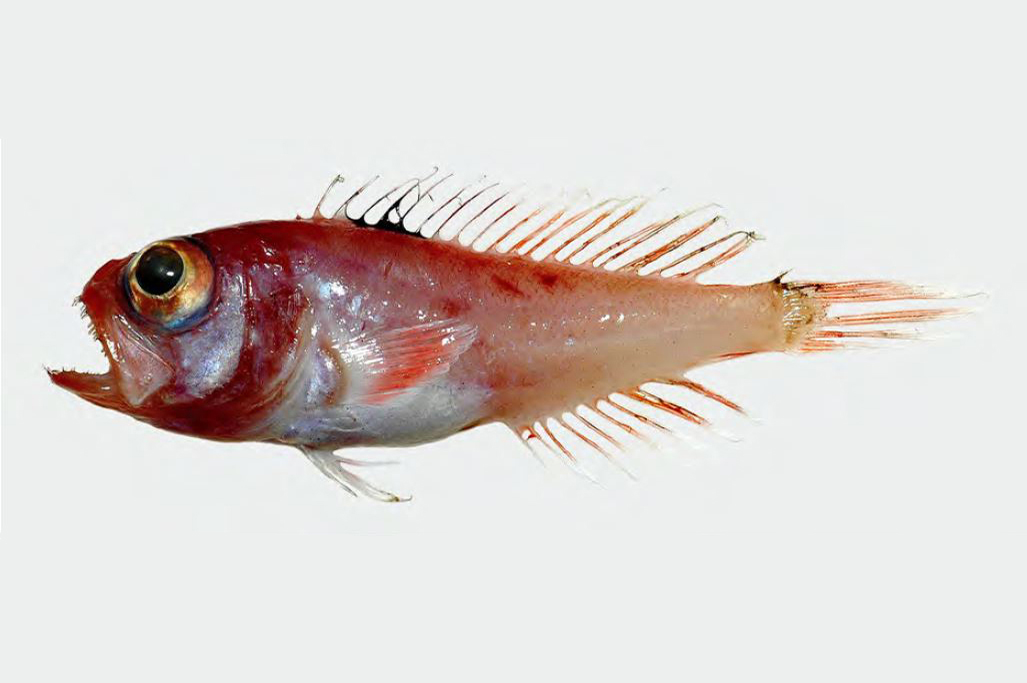
Owstonia psilos

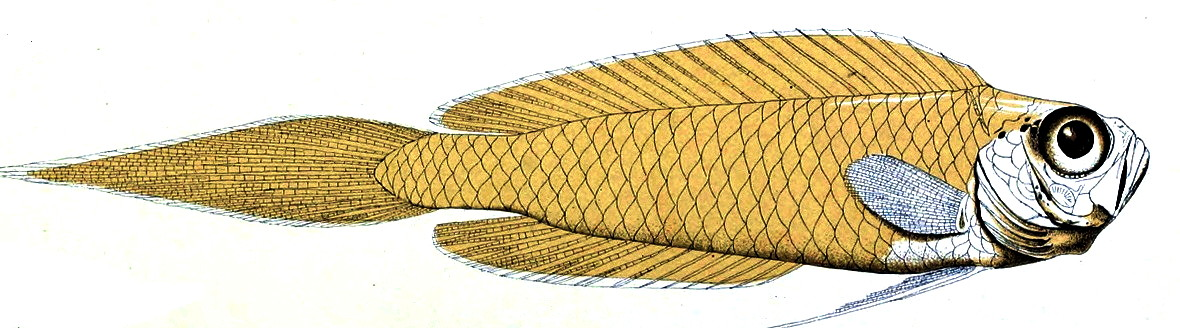
Owstonia sibogae

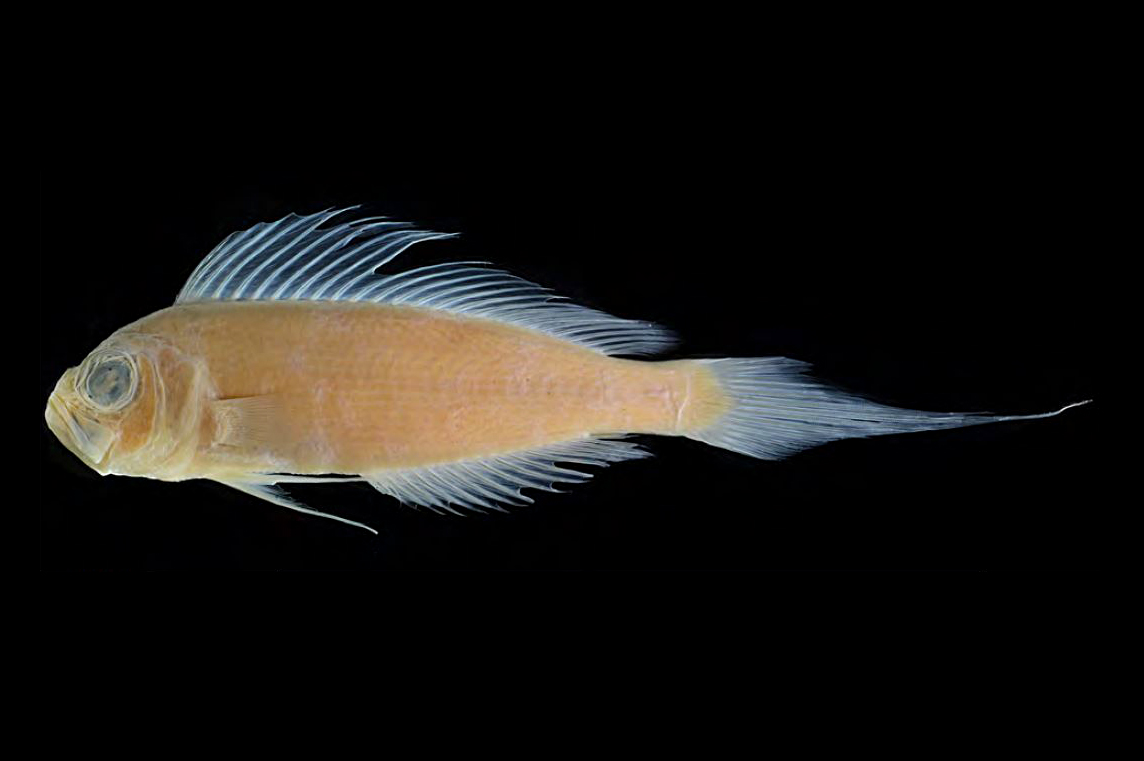
Owstonia tosaensis

- Owstonia macrophthalmus (Fourmanoir, 1985)
- Owstonia melanoptera Smith-Vaniz & Johnson, 2016
- Owstonia merensis Smith-Vaniz & Johnson, 2016
- Owstonia mundyi Smith-Vaniz & Johnson, 2016
- Owstonia nalani Smith-Vaniz & Johnson, 2016
- Owstonia nigromarginatus (Fourmanoir, 1985)
- Owstonia nudibucca Smith-Vaniz & Johnson, 2016
- Owstonia pectinifer (Myers, 1939)
- Owstonia psilos Smith-Vaniz & Johnson, 2016
- Owstonia raredonae Smith-Vaniz & Johnson, 2016
- Owstonia rhamma Smith-Vaniz & Johnson, 2016
- Owstonia sarmiento Liao, Reyes & Shao, 2009
- Owstonia scottensis Smith-Vaniz & Johnson, 2016
- Owstonia sibogae (Weber, 1913)
- Owstonia similis Smith-Vaniz & Johnson, 2016
- Owstonia simoterus (Smith, 1968)
- Owstonia taeniosoma (Kamohara, 1935)
- Owstonia tosaensis Kamohara, 1934
- Owstonia totomiensis Tanaka, 1908, Typusart[3]
- Owstonia weberi (Gilchrist, 1922)

Außerdem gibt es weitere, bisher unbeschriebene Arten.